# Homogentizinsav
A homogentizinsav (másik nevén alkapton) piszkosfehér-világosbarna kristályos anyag.
A tirozin nevű fehérjealkotó aminosav lebontásakor átmenetileg keletkező vegyület. Lúgos közegben levegőn oxidálódik és polimerizálódik. A keletkező melaninszerű anyag fekete színű.
A homogentizinsav-1,2-dioxigenáz(en) enzim hatására tovább bomlik 4-maleil-acetecetsavra(en). Az enzim hiánya az alkaptonuria nevű veleszületett rendellenességet okozza, melynek során a homogentizinsav számos panaszt okozva felhalmozódik a szervezetben, és egy része a vizelettel ürül. Az ilyen betegek vizelete állás közben megfeketedik.
A melanin szinte minden élőlényben előforduló pigment. A homogentizinsavból számos baktérium és gomba állít elő melanint (pyomelanin).

## A tirozin lebontása
| Vegyület                      | Tirozin                  | 4-hidroxi-piroszőlősav(en)                  | homogentizinsav                    | 4-maleil-acetecetsav(en) | 4-fumaril-acetecetsav(en)        | acetecetsav(en) fumársav |
| Enzim                         | Tirozin-transzamináz(en) | p-hidroxi-fenil-piroszőlősav-dioxigenáz(en) | homogentizinsav-1,2-dioxigenáz(en) | cisz-transz-izomeráz(en) | fumaril-acetecetsav hidroláz(en) |                          |
| Enzimdefektus okozta betegség |                          | 3. típusú tyrosinaemia                      | alkaptonuria                       |                          | 1. típusú tyrosinaemia(en)       |                          |